# … Baby One More Time
… Baby One More Time (englisch für: ‚… Baby noch einmal‘) ist das Debütalbum der US-amerikanischen Popsängerin Britney Spears aus dem Jahr 1999. Das Dance-Pop-Album avancierte zum weltweiten Nummer-eins-Album und zählt mit über 30 Millionen verkauften Einheiten zu den meistverkauften Musikalben der Geschichte.

## Veröffentlichung
Das Album wurde zunächst als Promo-Kassette im Januar 1998 mit fünf Schnipseln von Demoaufnahmen veröffentlicht. Die Kassette hatte dasselbe Cover, das auch später für das Single-Begleitheft … Baby One More Time ausgewählt wurde. Die australische Veröffentlichung zeigte allerdings Spears betend in einem weißen Kleid.

## Titelliste
1. … Baby One More Time (Max Martin) – 3:30
2. (You Drive Me) Crazy (Jörgen Elofsson, Per Magnusson, David Kreuger, Max Martin) – 3:18
3. Sometimes (Jörgen Elofsson) – 4:04
4. Soda Pop (Mikey Bassie, Eric Foster White) – 3:21
5. Born to Make You Happy (Kristian Lundin, Andreas Carlsson) – 4:03
6. From the Bottom of My Broken Heart (Eric Foster White) – 5:10
7. I Will Be There (Max Martin, Andreas Carlsson) – 3:53
8. I Will Still Love You (Eric Foster White) – 4:02 (feat. Don Philip)
9. Thinkin’ About You (Mikey Bassie, Eric Foster White) – 3:33
10. E-Mail My Heart (Eric Foster White) – 3:41
11. The Beat Goes On (Sonny Bono) – 3:41

Die obige Titelliste ist die der ursprünglichen US-Version, es gibt jedoch zahlreiche weitere Zusammenstellungen für die weltweiten Märkte. Mit Ausnahme der US-Version wurde all diesen Veröffentlichungen an neunter Stelle das Lied Deep in My Heart eingeschoben und als Track 13 das Lied I’ll Never Stop Loving You angehängt. Die für den australischen, den asiatischen und den japanischen Markt bestimmten Veröffentlichungen enthalten zusätzlich noch das Lied Autumn Goodbye.
Die brasilianische Veröffentlichung hat noch den Davidson-Ospina-Radio-Mix von … Baby One More Time inkludiert, den auch die australische und die japanische Version enthalten, die jedoch wie auch die asiatische Version zusätzlich den Boy-Wonder-Radio-Mix des gleichen Liedes bieten. Die asiatische Version beinhaltet zwei CDs, wobei die zweite CD unter anderem drei Remix-Versionen von (You Drive Me) Crazy beinhaltet.

## Mitwirkende
- Britney Spears – Sängerin, Begleitgesang
- Daniel Boom – Ton-Ingenieur
- Jimmy Bralower – Drum Programming
- Larry Busacca – Fotografie
- Andreas Carlsson – Begleitgesang
- Tom Coyne – Mastering
- Nikki Gregoroff – Begleitgesang
- Nana Hedin – Begleitgesang
- Andy Hess – Bass
- Tim Latham – Ton-Ingenieur, Abmischung
- Tomas Lindberg – Bass
- Per Magnusson – Keyboards, Programming, Produzent
- Max Martin – Keyboards, Programming, Begleitgesang, Produzent, Ton-Ingenieur, Abmischung
- Charles McCrorey – Ton-Ingenieur Assistent
- Andrew McIntyre – Gitarre
- Jackie Murphy – Art Direction, Design
- Dan Petty – Gitarre
- Doug Petty – Keyboards
- Don Philip – Featured Vocals
- Albert Sanchez – Fotografie
- Aleese Simmons – Begleitgesang
- Chris Trevett – Ton-Ingenieur, Abmischung
- Eric Foster White – Bass, Arrangement, Gitarre, Keyboards, Produzent, Ton-Ingenieur, Drum Programming, Abmischung

## Singleauskopplungen
| Jahr | Titel                              | Höchstplatzierung, Gesamtwochen, AuszeichnungChartplatzierungen (Jahr, Titel, , Platzierungen, Wochen, Auszeichnungen, Anmerkungen) | Höchstplatzierung, Gesamtwochen, AuszeichnungChartplatzierungen (Jahr, Titel, , Platzierungen, Wochen, Auszeichnungen, Anmerkungen) | Höchstplatzierung, Gesamtwochen, AuszeichnungChartplatzierungen (Jahr, Titel, , Platzierungen, Wochen, Auszeichnungen, Anmerkungen) | Höchstplatzierung, Gesamtwochen, AuszeichnungChartplatzierungen (Jahr, Titel, , Platzierungen, Wochen, Auszeichnungen, Anmerkungen) | Höchstplatzierung, Gesamtwochen, AuszeichnungChartplatzierungen (Jahr, Titel, , Platzierungen, Wochen, Auszeichnungen, Anmerkungen) | Anmerkungen                                                    |
| Jahr | Titel                              | DE | AT | CH | UK | US | Anmerkungen                                                    |
| ---- | ---------------------------------- | --- | --- | --- | --- | --- | -------------------------------------------------------------- |
| 1998 | … Baby One More Time               | DE1 ×3Dreifachgold · (22 Wo.)DE | AT1 Platin · (21 Wo.)AT | CH1 Platin · (26 Wo.)CH | UK1 ×3Dreifachplatin · (23 Wo.)UK                                                                                                   | US1 ×5Fünffachplatin · (32 Wo.)US                                                                                                   | Erstveröffentlichung: 15. September 1998 Verkäufe: + 9.120.000 |
| 1999 | Sometimes                          | DE6 (14 Wo.)DE | AT6 (11 Wo.)AT | CH7 (17 Wo.)CH | UK3 Platin · (16 Wo.)UK | US21 Gold · (20 Wo.)US | Erstveröffentlichung: 6. April 1999 Verkäufe: + 1.430.000      |
| 1999 | (You Drive Me) Crazy               | DE4 Gold · (17 Wo.)DE | AT10 (17 Wo.)AT | CH4 (24 Wo.)CH | UK5 Gold · (11 Wo.)UK | US10 Platin · (20 Wo.)US | Erstveröffentlichung: 24. August 1999 Verkäufe: + 2.055.000    |
| 1999 | Born to Make You Happy             | DE3 Gold · (14 Wo.)DE | AT8 (13 Wo.)AT | CH3 (25 Wo.)CH | UK1 Gold · (16 Wo.)UK | — | Erstveröffentlichung: 6. Dezember 1999 Verkäufe: + 855.000     |
| 1999 | From the Bottom of My Broken Heart | — | — | — | — | US14 Platin · (20 Wo.)US | Erstveröffentlichung: 14. Dezember 1999 Verkäufe: + 1.000.000  |

## Rezeption

### Chartplatzierungen
… Baby One More Time avancierte unter anderem in Deutschland, der Schweiz und den Vereinigten Staaten zum Nummer-eins-Album. Es stand 51 Wochen in den Top 10, 60 Wochen in den Top 20 und fast zwei Jahre in den US-amerikanischen Billboard 200. Spears schrieb Musikgeschichte, weil sie die erste Künstlerin war, deren Album als auch die Singleauskopplung (… Baby One More Time) gleichzeitig Platz eins in den Vereinigten Staaten erreichte.
Im Vereinigten Königreich debütierte das Album auf Rang acht, stieg bis auf Platz zwei und hielt sich ebenfalls fast zwei Jahre in den Charts.
| ChartsChartplatzierungen       | Höchstplatzierung | Wochen |
| ------------------------------ | ----------------- | ------ |
| Deutschland (GfK)              | 1 (63 Wo.)        | 63     |
| Österreich (Ö3)                | 2 (44 Wo.)        | 44     |
| Schweiz (IFPI)                 | 1 (65 Wo.)        | 65     |
| Vereinigte Staaten (Billboard) | 1 (103 Wo.)       | 103    |
| Vereinigtes Königreich (OCC)   | 2 (103 Wo.)       | 103    |

| ChartsJahrescharts (1999)      | Platzierung |
| ------------------------------ | ----------- |
| Deutschland (GfK)              | 8           |
| Österreich (Ö3)                | 4           |
| Schweiz (IFPI)                 | 3           |
| Vereinigte Staaten (Billboard) | 2           |
| Vereinigtes Königreich (OCC)   | 14          |

| ChartsJahrescharts (2000)      | Platzierung |
| ------------------------------ | ----------- |
| Deutschland (GfK)              | 61          |
| Vereinigte Staaten (Billboard) | 17          |
| Vereinigtes Königreich (OCC)   | 36          |

### Auszeichnungen für Musikverkäufe
… Baby One More Time bekam weltweit vier Mal Gold, 49 Mal Platin sowie zwei Diamantene Schallplatten für über 20,2 Millionen verkaufte Einheiten. Quellenzufolge soll es sich über 30 Millionen Mal verkauft haben, womit es nicht nur Spears’ meistverkaufte Veröffentlichung ist, sondern auch zu den weltweit meistverkauften Musikalben zählt. Das Album verkaufte laut Schallplattenauszeichnungen alleine in den Vereinigten Staaten über 14 Millionen Exemplare. … Baby One More Time ist zudem das bis dato weltweit meistverkaufte Album einer Jugendlichen.
| Land/Region                  | Auszeichnungen für Musikverkäufe (Land/Region, Auszeichnung, Verkäufe) | Verkäufe    |
| ---------------------------- | ---------------------------------------------------------------------- | ----------- |
| Argentinien (CAPIF)          | 4× Platin                                                              | 240.000     |
| Australien (ARIA)            | 4× Platin                                                              | 280.000     |
| Belgien (BRMA)               | 3× Platin                                                              | (150.000)   |
| Brasilien (PMB)              | Gold                                                                   | 100.000     |
| Dänemark (IFPI)              | 3× Platin                                                              | (60.000)    |
| Deutschland (BVMI)           | 3× Gold                                                                | (750.000)   |
| Europa (IFPI)                | 4× Platin                                                              | 4.000.000   |
| Finnland (IFPI)              | Gold                                                                   | (37.865)    |
| Frankreich (SNEP)            | 2× Platin                                                              | (600.000)   |
| Japan (RIAJ)                 | Platin                                                                 | 200.000     |
| Kanada (MC)                  | Diamant                                                                | 1.000.000   |
| Mexiko (AMPROFON)            | 5× Gold                                                                | 375.000     |
| Neuseeland (RMNZ)            | 3× Platin                                                              | 45.000      |
| Niederlande (NVPI)           | 3× Platin                                                              | (240.000)   |
| Norwegen (IFPI)              | Platin                                                                 | (50.000)    |
| Österreich (IFPI)            | Platin                                                                 | (50.000)    |
| Polen (ZPAV)                 | Platin                                                                 | (100.000)   |
| Portugal (AFP)               | 2× Platin                                                              | (80.000)    |
| Schweden (IFPI)              | Platin                                                                 | (80.000)    |
| Schweiz (IFPI)               | Platin (Zomba Label Group) · + Platin (Jive Records)                   | (100.000)   |
| Spanien (Promusicae)         | 3× Platin                                                              | (300.000)   |
| Vereinigte Staaten (RIAA)    | 14× Platin                                                             | 14.000.000  |
| Vereinigtes Königreich (BPI) | 4× Platin                                                              | (1.210.000) |
| Insgesamt                    | 4× Gold · 49× Platin · 2× Diamant ·                                    | 20.240.000  |

Hauptartikel: Britney Spears/Auszeichnungen für Musikverkäufe